# 鹿島港南駅
鹿島港南駅（かしまこうなんえき）は、かつて茨城県鹿島郡神栖町（現・神栖市）に設置されていた鹿島臨海鉄道鹿島臨港線の駅である。1978年（昭和53年）から1983年（昭和58年）までの5年間営業していた。

## 概要
パイプラインの敷設によって行うことになっていた、鹿島港から新東京国際空港（成田空港）への燃料輸送が、敷設工事の遅れのため暫定的に鹿島臨海鉄道を用いることになった。これに伴う地元への見返りとして、鹿島神宮駅 - 北鹿島駅（貨物駅） - 神栖駅 - 鹿島港南駅間で旅客営業を実施することになり、旅客営業区間の終端として設けられたのが当駅であった。
神栖駅などと違い、旅客専用の駅として設置された当駅は、旅客営業が暫定的ということもあって駅舎は建設されず、単式ホームに屋根とベンチがあるだけの簡易な構造の無人駅とされた。また閉塞も当駅を挟んだ神栖駅 - 知手駅（貨物駅）間で1区間のままとされ、当駅に到着した列車は一度知手駅まで引き上げて折り返していた。
廃止時のダイヤは朝・昼・夜に当駅 - 鹿島神宮間の折り返し列車が3往復設定されているだけであった。当時の当駅周辺は水田、荒野や森林が広がる中にあった。地元利用者も少なく、利用客は1日平均十数人程度であったという。このダイヤは知手側を基準に決定されており、列車が到着してから折り返し列車が発車するまで3・4時間開くため、乗りつぶし目的の鉄道ファンが列車で来ても、折り返す手段がなく困ったという（ただし、近くを走る国道124号上にバス停があり、ここから銚子駅などに出ることはできた）。このような状況であったため、作家の宮脇俊三が鹿島臨港線の乗車に挑んだ際には、行きは列車でなく銚子からタクシーに乗って当駅に向かったという逸話もある。
パイプラインの完成に伴い、1983年に旅客営業は終了、旅客専用駅である当駅は同時に廃止された。その後、付近に県道240号と鹿島港の南公共埠頭を結ぶ道路が整備され、駅のあった場所は踏切になっている。駅設備の痕跡は全くなく、踏切の名称「鹿島港南踏切」にかつての駅名を残すのみとなっている。

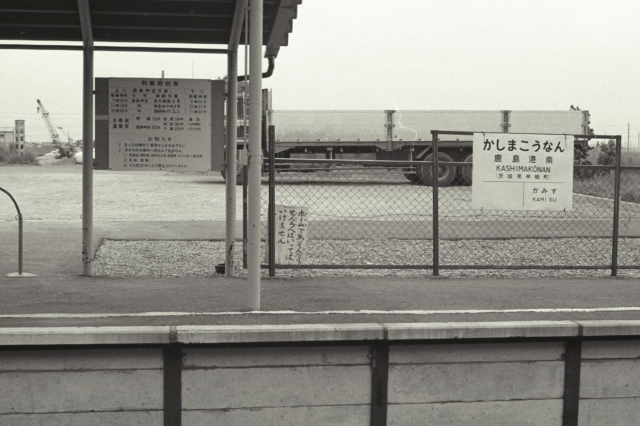
ホーム（1981年）
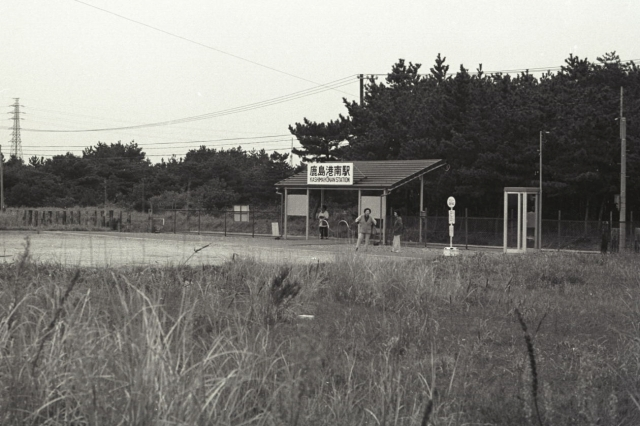
駅前の様子（1981年）

## 歴史
- 1978年（昭和53年）7月25日：開設。
- 1983年（昭和58年）12月1日：廃止。

## 隣の駅
鹿島臨海鉄道
鹿島臨港線
神栖駅 - 鹿島港南駅 - （貨）知手駅